# Lữ đoàn 2506
Lữ đoàn 2506 (tiếng Tây Ban Nha: Brigada Asalto 2506, Lữ đoàn xung kích 2506) là một nhóm lính đánh thuê người Cuba lưu vong dưới sự bảo trợ của CIA, được thành lập vào năm 1960 nhằm mưu toan lật đổ chính phủ Cuba dưới quyền lãnh đạo của Fidel Castro. Lữ đoàn này đã tiến hành cuộc đổ bộ bất thành trong suốt sự kiện Vịnh Con Lợn ở Cuba vào ngày 17 tháng 4 năm 1961.

## Lịch sử
Tháng 5 năm 1960, CIA bắt đầu tuyển mộ những người Cuba lưu vong chống đối Castro ở khu vực Miami. Đối với hầu hết tân binh, công tác huấn luyện bộ binh được thực hiện tại một căn cứ do CIA điều hành mang mật danh là JMTrax nằm gần Retalhuleu ở dãy núi Sierra Madre trên bờ biển Thái Bình Dương của Guatemala.
Tháng 11 năm 1960, Gregorio Aguilar Matteo được CIA giao việc huấn luyện xung kích cho 430 người Cuba, tiếp theo là bầu chọn chỉ huy và đặt tên cho nhóm là Lữ đoàn 2506. Nó còn có tên gọi khác là Tiểu đoàn Blindado, sử dụng số thành viên của Carlos (Carlyle) Rafael Santana Estevez bị thiệt mạng trong một vụ tai nạn huấn luyện vào tháng 9 năm 1960. Ban chỉ huy chủ chốt được bổ nhiệm như sau:
- Manuel Francisco Artime Buesa: lãnh đạo chính trị
- José Alfredo 'Pepe' Pérez San Román: tư lệnh
- Erneido Andrés Oliva Gonzalez: phó tư lệnh
- Manuel Villafaña Martinez: tư lệnh không quân
- Ramón J. Ferrer Mena: tham mưu trưởng
- Enrique Ruiz Williams
- Higinio Nino Díaz
- Francisco Perez Castro "Brillo" Tiểu đoàn bộ binh

| - Tiểu đoàn 1 Nhảy dù      | Alejandro del Valle Martí          |
| - Tiểu đoàn 2 Bộ binh      | Hugo Sueiro Ríos                   |
| - Tiểu đoàn 3              | Noelio Montero Díaz                |
| - Tiểu đoàn 4 Thiết giáp   | Valentín 'Pipo' Bacallao Ponte     |
| - Tiểu đoàn 5 Bộ binh      | Ricardo Montero Duque              |
| - Tiểu đoàn 6 Bộ binh      | Francisco Montiel (Maciera) Rivera |
| - Tiểu đoàn Súng Hạng nặng | Roberto Pérez San Román            |

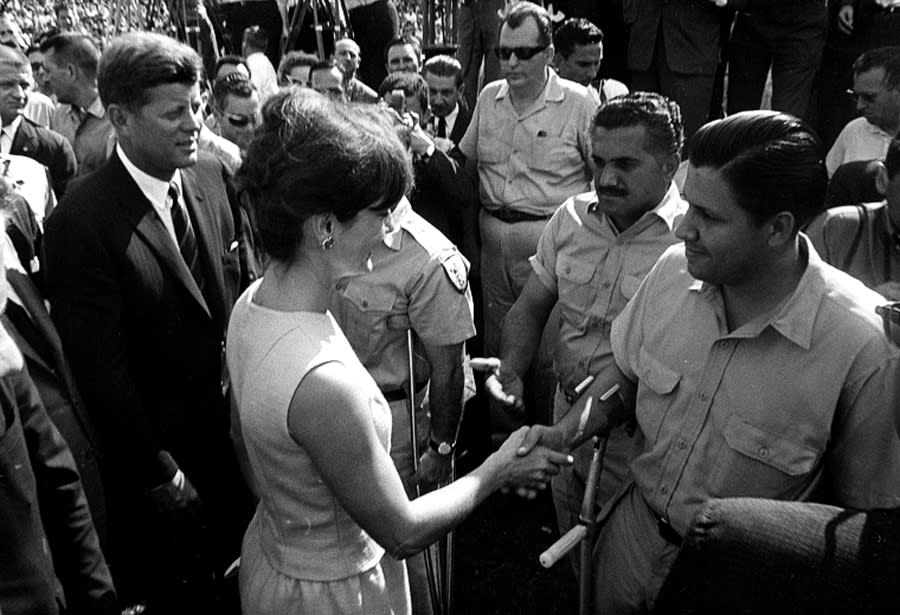
John F. Kennedy và Jackie Kennedy chào đón các thành viên của lữ đoàn tại Miami Orange Bowl

Khoảng 1.334 người hợp thành đạo quân đổ bộ bằng đường biển từ Guatemala, trong đó có khoảng 1.297 người đã thực sự đổ bộ vào Cuba, cộng thêm 177 lính dù. Ước tính có khoảng 114 người chết đuối hoặc thiệt mạng trong trận chiến, và 1.183 người bị quân cách mạng Cuba bắt giữ, xét xử và bỏ tù. Về phía nước Mỹ, thành phần ủng hộ Lữ đoàn đã vận động chính phủ Mỹ thương lượng với Cuba nhằm cung cấp thực phẩm và thuốc men trị giá 53 triệu đô la để đổi lấy việc trả tự do và hồi hương các tù nhân của Lữ đoàn trở về Miami bắt đầu từ ngày 23 tháng 12 năm 1962. Ngày 29 tháng 12 năm 1962, Tổng thống John F. Kennedy đã chủ trì buổi lễ 'chào mừng trở lại' cho các cựu binh Lữ đoàn 2506 bị bắt tại Orange Bowl ở Miami. Một số thành viên trong nhóm tiếp tục thành lập Hiệp hội Cựu chiến binh Lữ đoàn 2506, nắm quyền kiểm soát hoạt động của Bảo tàng & Thư viện Vịnh Con Lợn ở Miami.